# Розп'яття (Брамантіно)
«Розп'яття» (італ. Crocifissione) — картина італійського живописця Брамантіно. Створена у 1505—1510 роках. Зберігається в Пінакотеці Брера у Мілані (в колекції з 1806 року).

## Історія
Дата написання цього масштабного полотна і його первісне призначення досі лишаються спірними. Існує гіпотеза, що воно призначалось для Міланського собору, однак не було прийняте через деякі деталі, що не відповідали загальноприйнятій релігійній іконографії: наприклад, пагорби Голгофи трансформувались у долину тощо. 
Цей твір, сповнений тривожних символів, таємних жестів, метафізичною архітектурою, вважається шедевром зрілого періоду художника і займає особливе місце в міланському мистецтві XV—XVI ст.

## Опис

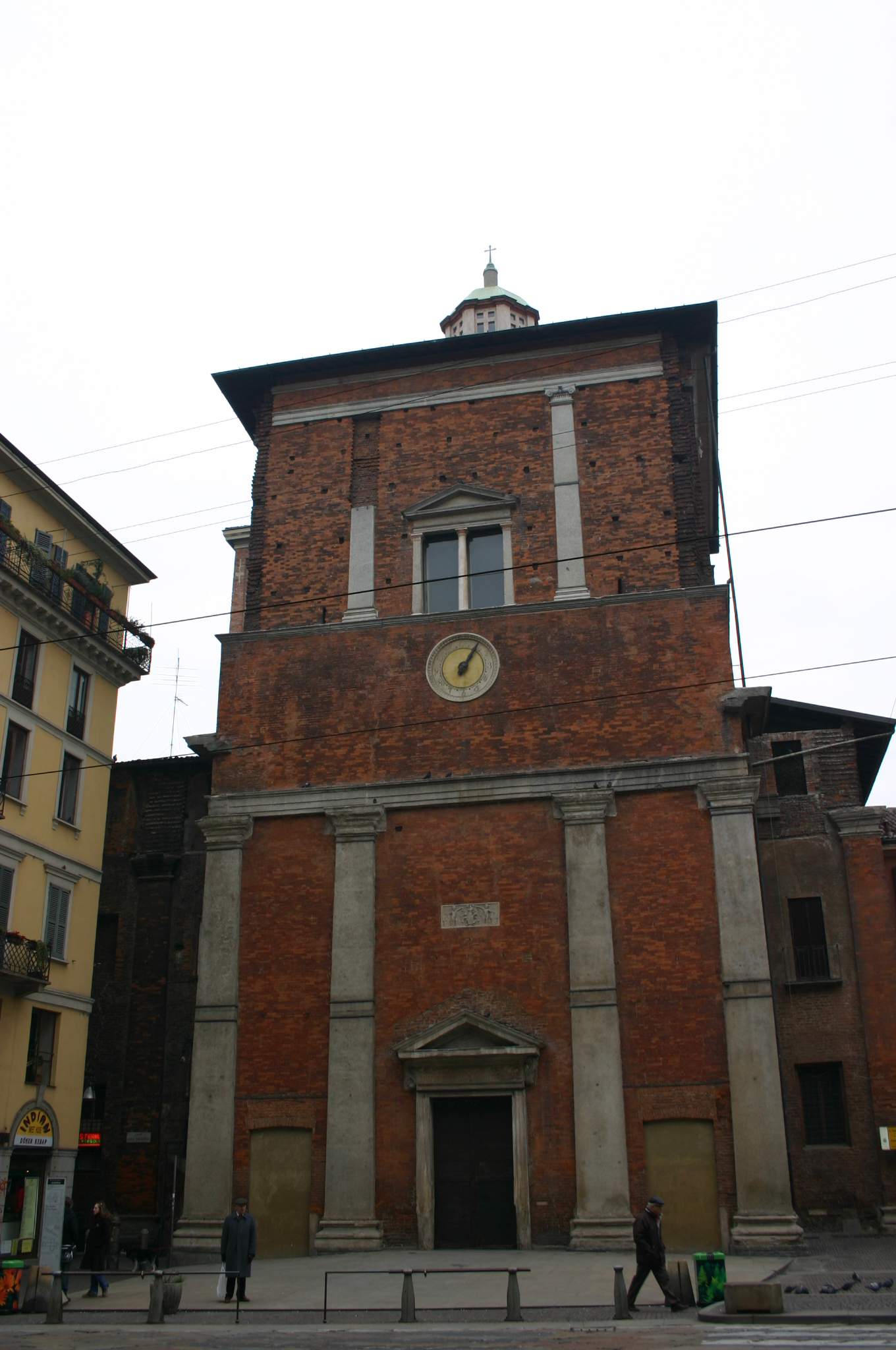
Каплиця Трівульціо в Мілані

Задрапіровані фігури здаються застиглими у своїх позах, що відрізняється від пошуку «руху душі», що притаманний Леонардо да Вінчі. Звертає на себе увагу череп, який дав назву Голгофі, що знаходиться біля підніжжя Розп'яття. У небесах парять янгол і демон, що ведуть бесіду з Христом; над ними — диски сонця і місяця, що нагадують заплакані обличчя.
В явно «сучасну» й експериментальну основу роботи Брамантіно розміщує елементи, що характерні для середньовічної іконографії: «диспут» демона, який підбурює Христа відмовитися від мук, з янголом, що спонукає його, принісши себе у жертву, спокутувати людські гріхи. У період зрілої творчості Брамантіно, окрім всього іншого, займався і архітектурою, але в Мілані збереглась лише одна його незавершена будівля: каплиця Трівульціо, що розташовується навпроти базиліки Сан-Надзаро-ін-Броло. Незвичний палац, зображений на полотні, настільки нагадує каплицю, що може вважатися підготовчою моделлю.
Брамантіно не вдається до різких жестів або перебільшеної експресії, тим не менш «Розп'яття» передає почуття горя, трагедії, що загрожує. Сприяє цьому ефекту не тільки урочисті і напружені пози монументальних фігур, але і майстерне виконання насиченого теплого кольору, що порушує загальний приглушений колорит.